# Cycas brachycantha
Cycas brachycantha K.D. Hill, T.H.Nguyên & P.K.Lôc, 2004 è una pianta appartenente alla famiglia delle Cycadaceae, endemica del Vietnam
.

## Descrizione
È una cicade con fusto eretto o acaule, alto sino a 1 m e con diametro di 9-12 cm.
Le foglie, pennate, lunghe 140-250 cm, sono disposte a corona all'apice del fusto e sono rette da un picciolo lungo 50-90 cm; ogni foglia è composta da 100-210 paia di foglioline lanceolate, con margine ondulato, lunghe mediamente 20-25 cm, di colore verde scuro, inserite sul rachide con un angolo di 70-85°.
È una specie dioica con esemplari maschili che presentano microsporofilli disposti a formare strobili terminali fusiformi, lunghi 12-14 cm e larghi 3-4 cm ed esemplari femminili con macrosporofilli che si trovano in gran numero nella parte sommitale del fusto, con l'aspetto di foglie pennate che racchiudono gli ovuli, in numero di 2-4.  
I semi sono ovoidali, lunghi 25-27 mm, ricoperti da un tegumento di colore giallo.

## Distribuzione e habitat
È diffusa in un'area limitata all'interno della provincia di Bac Kan, in Vietnam.

Localmente frequente seppur con bassa densità, prospera su terreni calcarei in prossimità di canopie sempreverdi, cresce inoltre su crepacci e fenditure di rocce brulle, senza terreno.

## Conservazione
La IUCN Red List classifica C. brachycantha come specie prossima alla minaccia (Near Threatened).

La specie è inserita nella Appendice II della Convention on International Trade of Endangered Species (CITES)